# Parthenocissus tricuspidata
Parthenocissus tricuspidata és una espècie de planta dins la família de la vinya (vitàcies). És planta nativa d'Àsia oriental, Japó, Corea i nord de la Xina. Malgrat que no està emparentada amb l'heura, en anglès rep els noms de Boston-ivy (heura de Boston), Grape ivy i Japanese ivy.
És una liana caducifòlia que fa fins a 20 m de llargada. Les fulles són enteres, palmades i de vegades tan lobulades de forma que sembla que tigui folíols. Les flors són poc vistoses verdoses i agrupades, el fruit és un baia de color blau fosc de 5-10 mm de diàmetre.
El seu epítet específic, tricuspidata, significa que les fulles tenen tres puntes.

## Cultiu i usos
És una planta ornamental molt usada, com també ho és Parthenocissus quinquefolia. Com que les parets on creix queden a l'ombra, a l'estiu redueix els costos de refredar amb l'aire condicionat.
Aquesta planta secreta carbonat de calci, que li serveix d'adhesiu als seus suports, per exemple a les parets però generalment sense espatllar-les.
Cobreix les parets de l'edifici Wrigley Field de Boston, Massachusetts, d'on prové un dels seus noms en anglès.
Les cultivars inclouen Veitchii.

## Referències

Cobrint un edifici de la Universitat de Chicago
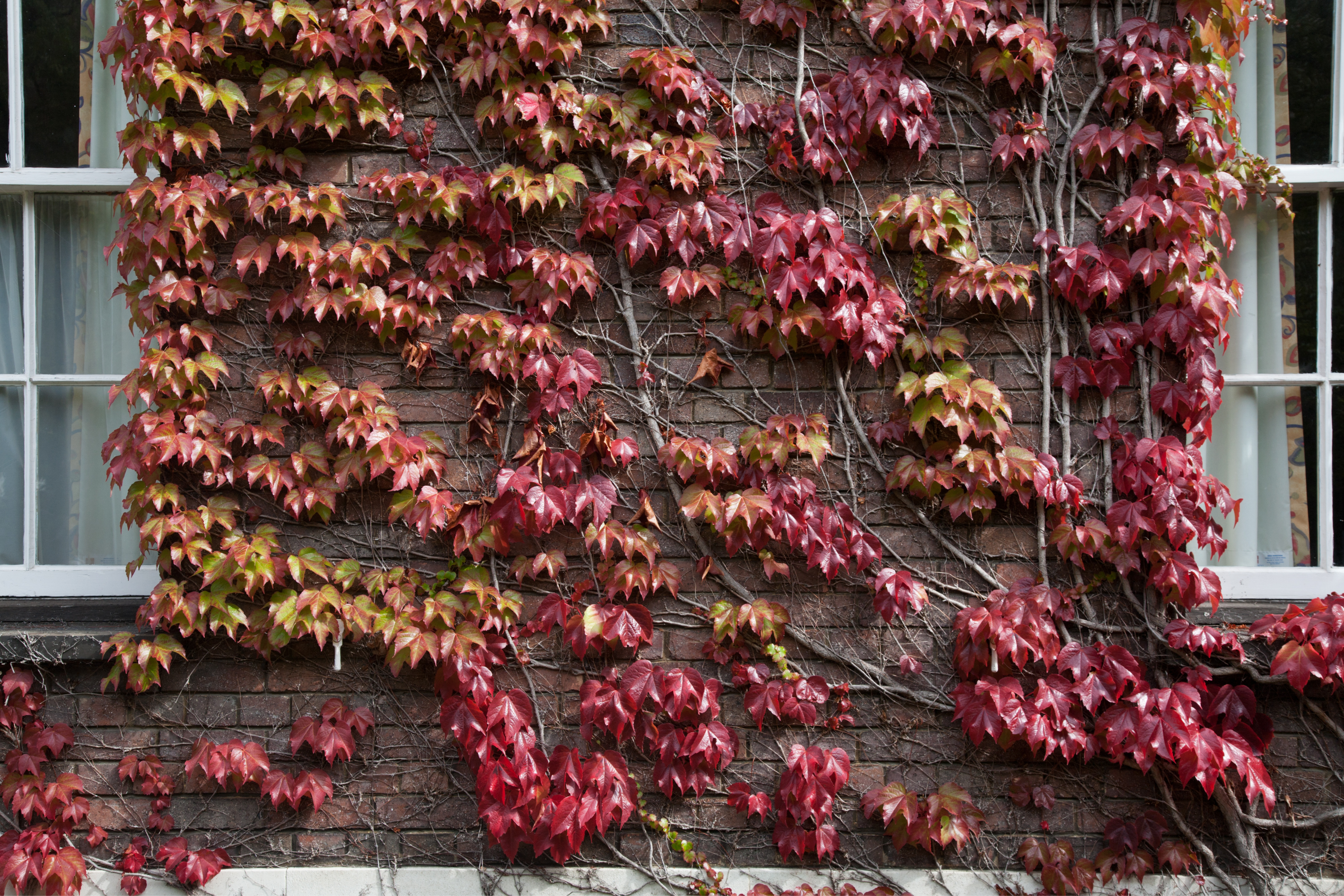
A la e Universitat de Cambridge.
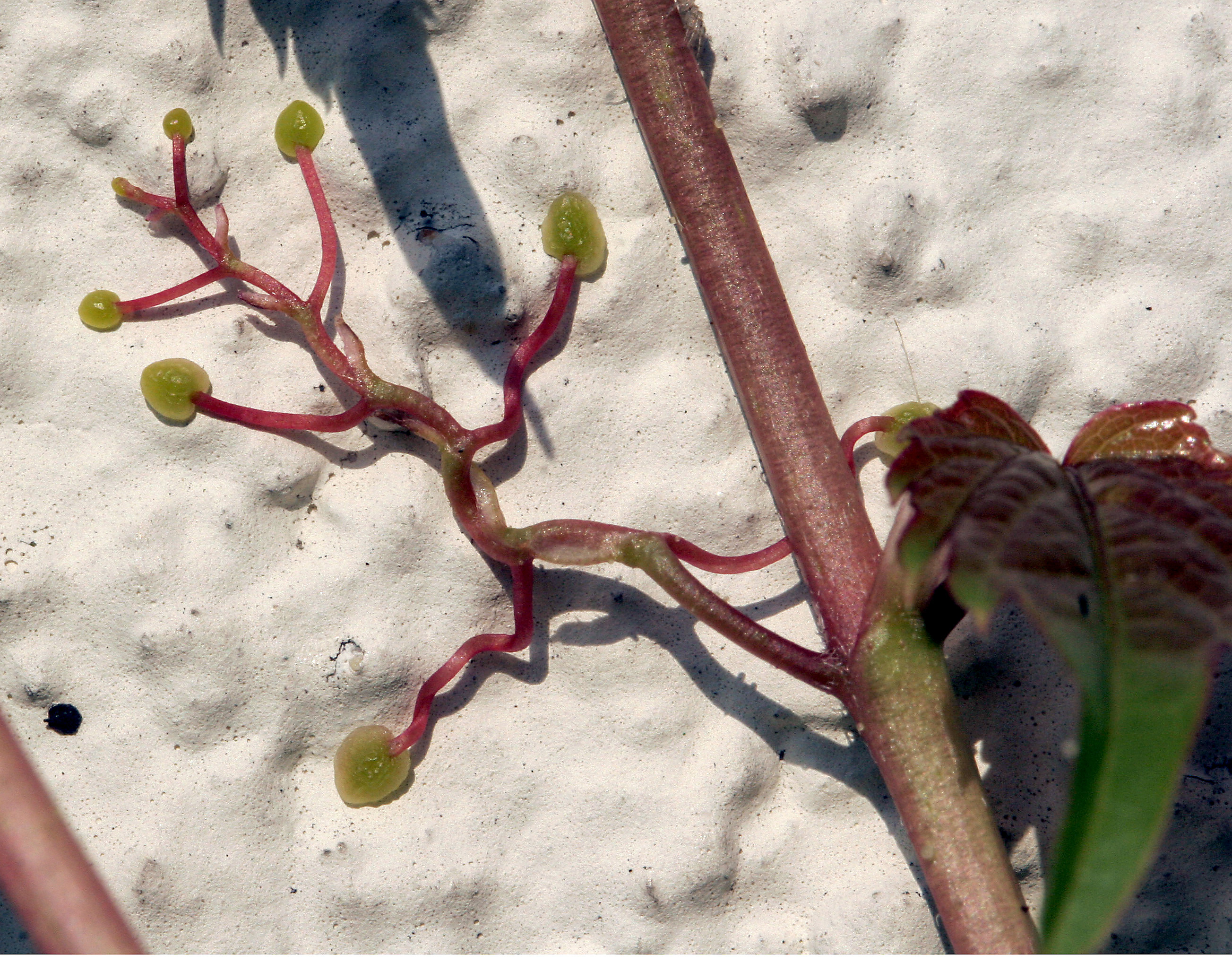
Disc enganxosos de Parthenocissus tricuspidata
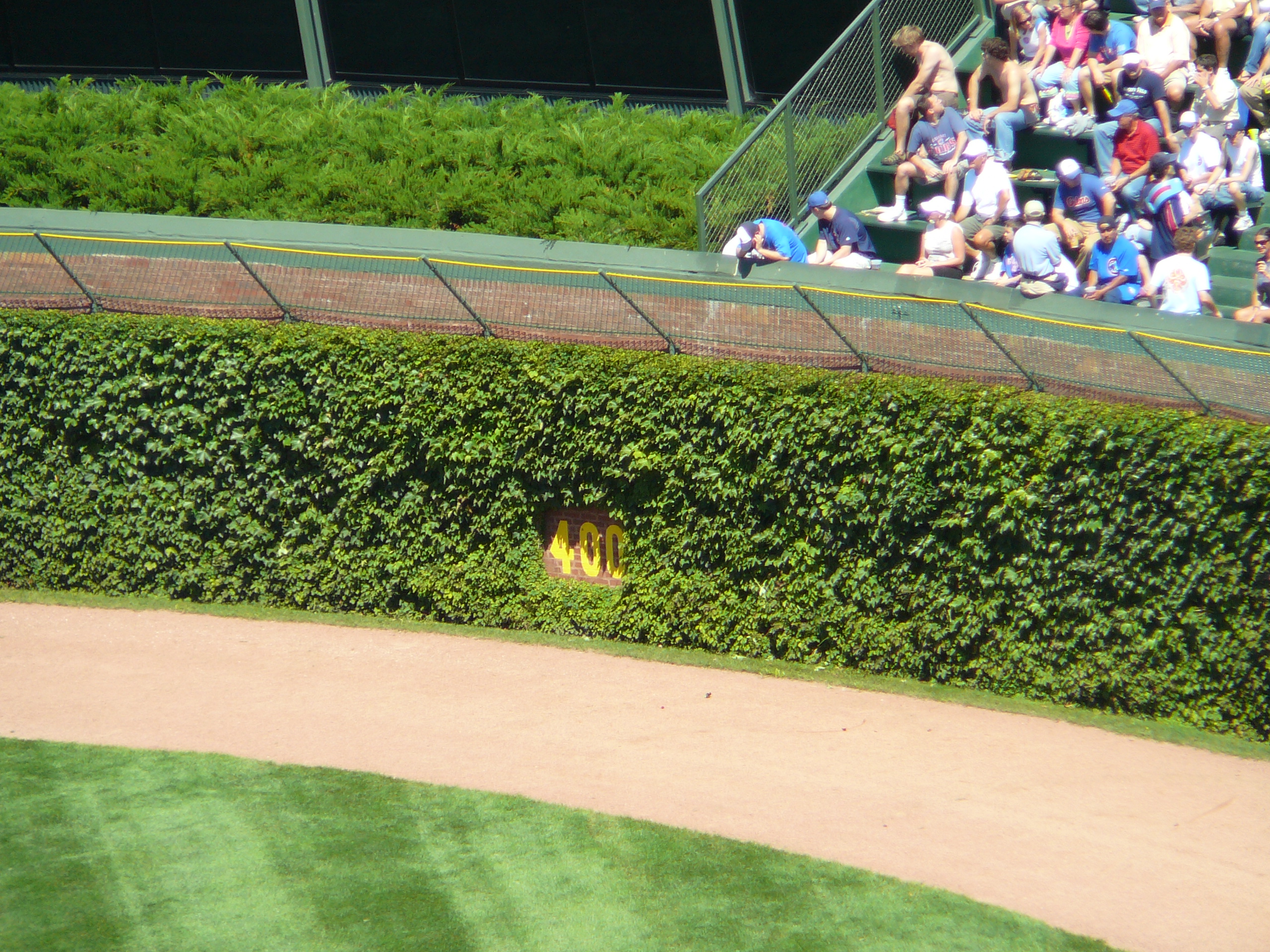
Wrigley Field.
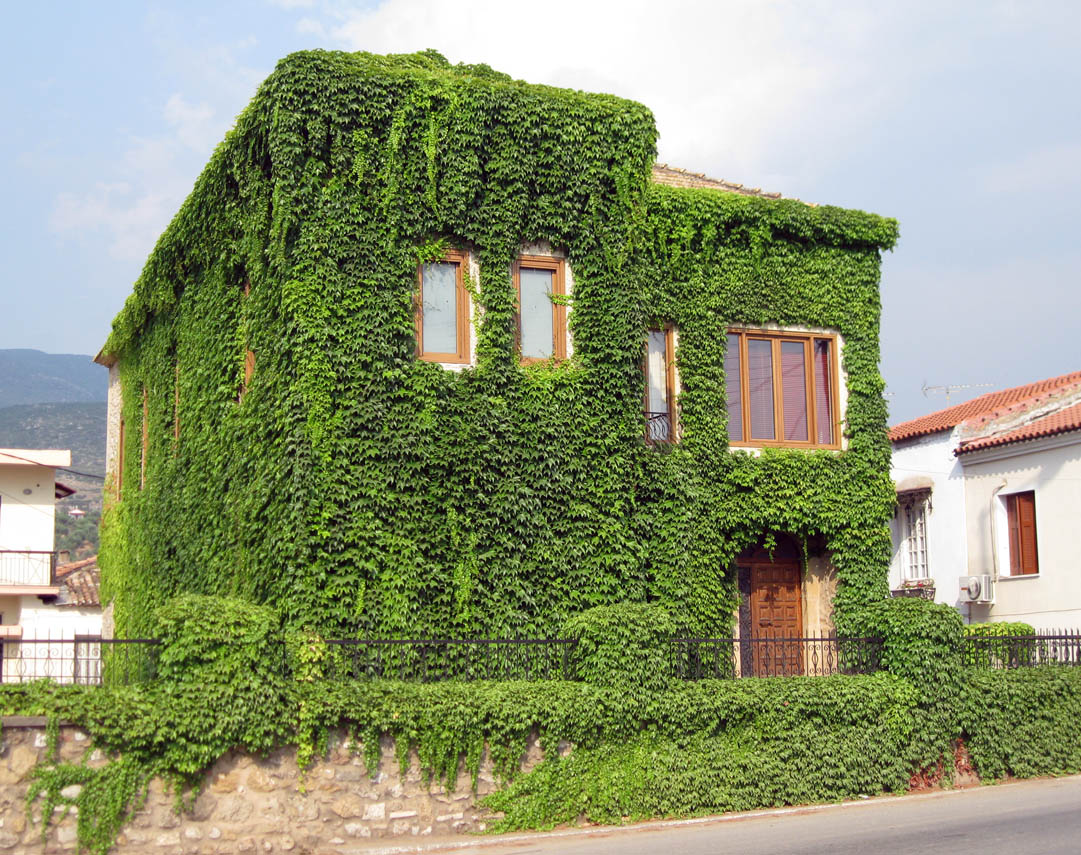
A Calamata